# Collin County
Collin County är ett administrativt område i delstaten Texas, USA, med 782 341 invånare (2010). Den administrativa huvudorten (county seat) är McKinney.

## Geografi
Enligt United States Census Bureau har countyt en total area på 2 295 km². 2 196 km² av den arean är land och 98 km² är vatten.

### Angränsande countyn
- Grayson County - norr
- Fannin County - nordost
- Hunt County - öster
- Rockwall County - sydost
- Dallas County - söder
- Denton County - väster